# كولن يورك
كولن يورك (بالإنجليزية: Colin York)‏ هو لاعب دوري الرغبي أسترالي، ولد في 1904 في Yass, New South Wales ‏ في أستراليا، وتوفي في 1973.